# کریستوف فیلدربرانت

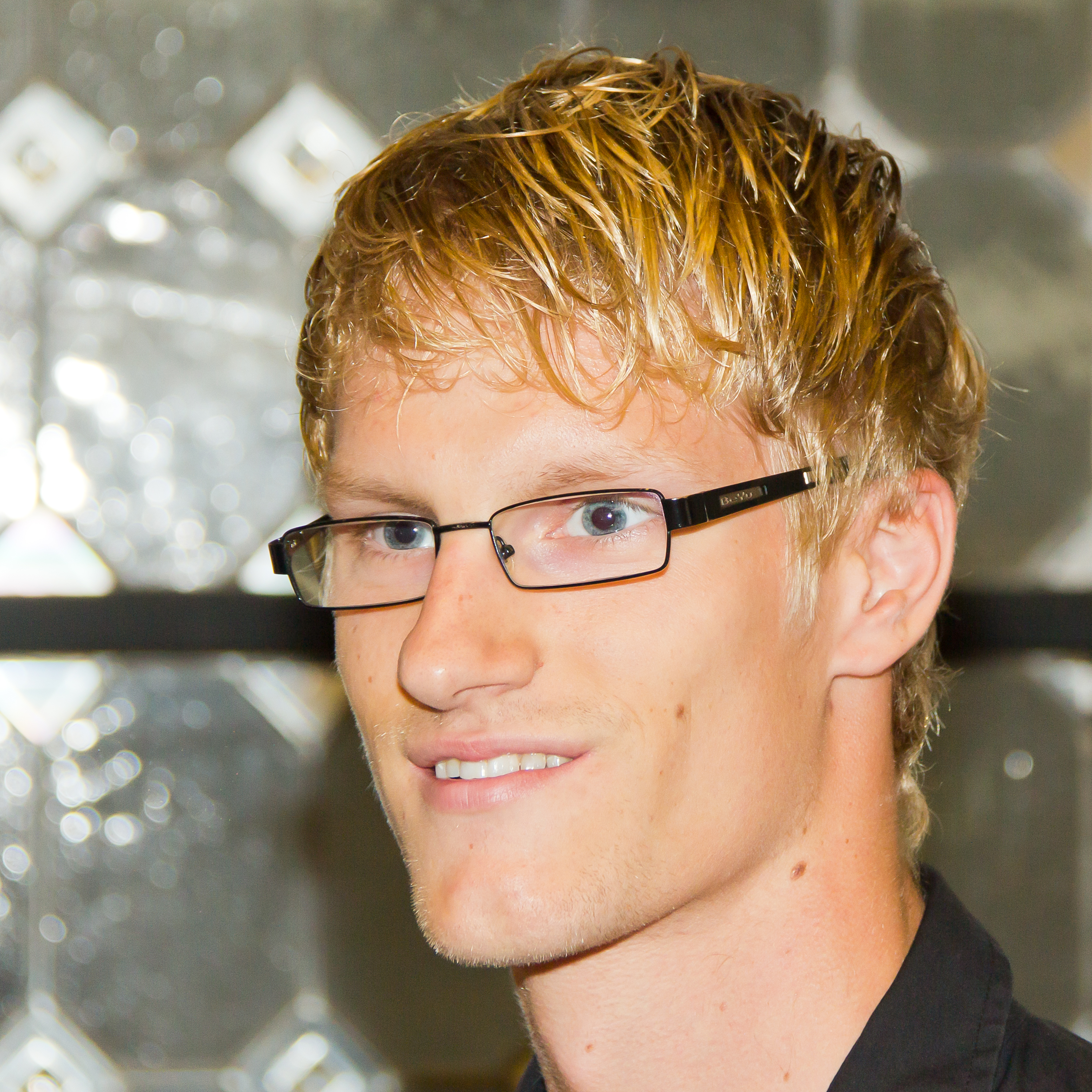
کریستوف فیلدربرانت - ۲۰۱۲

کریستوف فیلدربرانت (به انگلیسی: Christoph Fildebrandt) (زادهٔ ۲۷ مهٔ ۱۹۸۹) شناگر اهل آلمان است.